# 지구촌 퀴즈
지구촌 퀴즈는 1991년 12월 15일 에서 1993년 4월 25일 까지 방영했던 프로그램이다. 1993년 봄 개편에 따라서 종영이 되었다.

## 결방
- 1992년 11월 15일: 창사 특집 깜짝 비디오 대상 방영
- 1992년 12월 6일: '92 서울 가요 대상 방영
- 1993년 2월 14일: 제 20회 아메리칸 뮤직상 시상식 방영